# Patrick Vial
Patrick Vial, född den 24 december 1946 i Paris, Frankrike, är en fransk judoutövare.
Han tog OS-brons i halv mellanvikt i samband med de olympiska judotävlingarna 1976 i Montréal.